# Minardi M195
A Minardi M195 egy Formula–1-es versenyautó, amivel a Minardi csapat versenyzett az 1995-ös Formula–1 világbajnokság során, valamint egy átalakított változatával az M195B-vel az 1996-os bajnoki idény során. Pilótái 1995-ben Pierluigi Martini és Luca Badoer voltak, illetve a szezon második felében az előbbit váltó Pedro Lamy; 1996-ban pedig Lamy mellett Giancarlo Fisichella, Giovanni Lavaggi és Tarso Marques.

## Áttekintés
Az autó legjellegzetesebb változása az elődmodellhez képest a megemelt orr volt, illetve hogy az autók visszakapták a fekete-fehér festést. A Minardinak élő szerződése volt arról a Mugen-Hondával, hogy ők lesznek a motorpartnereik, ezért ennek mentén tervezték meg a kasztnit. A motorgyártó azonban az utolsó pillanatban kihátrált, és inkább a Ligier csapatával állapodott meg. Ez érzékenyen érintette a Minardit, hiszen emiatt átalakításokba kellett kezdeniük, hogy tovább használhassák a Ford motorjait. Giancarlo Minardi, a csapat tulajdonosa pert is indított, aminek a végén ugyan nekik adtak igazat, de a bíróság nem ítélt meg semmilyen kártérítést, merthogy szerintük a szerződés közös megegyezéssel került felbontásra, nem pedig felmondásra. A Minardi fellebbezett, Flavio Briatore pedig, aki ekkor a Ligier tulajdonosa volt, válaszul lefoglaltatta a csapat felszerelését a francia nagydíj előtt, egy másik, 1993-as motorszerződéses tartozásra hivatkozva. Végül az ügy megegyezéssel zárult, Briatore pedig 1 millió dollárt fizetett a csapatnak kompenzációképp.
A csapat 1995-ben egyáltalán nem szerepelt jól, bár a versenytempójuk jobb volt, mint az egykörös teljesítményük, az nem járt együtt pontszerzéssel. Csak a szezonzáró futamon tudott a Martini helyére beülő Pedro Lamy szerezni egyetlen pontot.
A pénzhiány miatt új autót nem tudtak építeni 1996-ra, ezért átalakították az előző évit. Az M195B legjellegzetesebb különbsége az elődmodellhez képest az új biztonsági előírásoknak megfelelő megemelt oldalfalú pilótafülke. Lamy mellett a második pilótájuk Giancarlo Fisichella volt, egy ígéretes tehetség, aki a Marlboro cigaretta szponzori pénzeit hozta magával. Két futamra azért beült helyette Tarso Marques, aki nem nyújtott értékelhető produkciót. A pénzhiány miatt már szezon közben leváltották Fisichellát, és a helyére egy fizetős pilóta, Giovanni Lavaggi került. Lavaggi eredményei felejthetőek voltak, háromszor kvalifikálni sem tudta magát a futamra. Ezt az idényt nulla ponttal zárta a Minardi.

## Eredmények
(félkövérrel jelölve a pole pozíció; dőlt betűvel a leggyorsabb kör)
| Év   | Kasztni       | Motor        | Gumik | Pilóták              | 1   | 2   | 3   | 4   | 5   | 6   | 7   | 8   | 9   | 10  | 11  | 12  | 13  | 14  | 15  | 16  | 17  | Pontok | Helyezés |
| ---- | ------------- | ------------ | ----- | -------------------- | --- | --- | --- | --- | --- | --- | --- | --- | --- | --- | --- | --- | --- | --- | --- | --- | --- | ------ | -------- |
| 1995 | Minardi M195  | Ford ED      | G     |                      | BRA | ARG | SMR | ESP | MON | CAN | FRA | GBR | GER | HUN | BEL | ITA | POR | EUR | PAC | JPN | AUS | 1      | 10.      |
| 1995 | Minardi M195  | Ford ED      | G     | Pierluigi Martini    | NI  | KI  | 12  | 14  | 7   | KI  | KI  | 7   | KI  |     |     |     |     |     |     |     |     | 1      | 10.      |
| 1995 | Minardi M195  | Ford ED      | G     | Pedro Lamy           |     |     |     |     |     |     |     |     |     | 9   | 10  | KI  | KI  | 9   | 13  | 11  | 6   | 1      | 10.      |
| 1995 | Minardi M195  | Ford ED      | G     | Luca Badoer          | KI  | NI  | 14  | KI  | KI  | 8   | 13  | 10  | KI  | 8   | KI  | KI  | 14  | 11  | 15  | 9   | NI  | 1      | 10.      |
| 1996 | Minardi M195B | Ford ED2/ED3 | G     |                      | AUS | BRA | ARG | EUR | SMR | MON | ESP | CAN | FRA | GBR | GER | HUN | BEL | ITA | POR | JPN |     | 0      | -        |
| 1996 | Minardi M195B | Ford ED2/ED3 | G     | Pedro Lamy           | KI  | 10  | KI  | 12  | 9   | KI  | KI  | KI  | 12  | KI  | 12  | KI  | 10  | KI  | 16  | 12  |     | 0      | -        |
| 1996 | Minardi M195B | Ford ED2/ED3 | G     | Giancarlo Fisichella | KI  |     |     | 13  | KI  | KI  | KI  | 8   | KI  | 11  |     |     |     |     |     |     |     | 0      | -        |
| 1996 | Minardi M195B | Ford ED2/ED3 | G     | Tarso Marques        |     | KI  | KI  |     |     |     |     |     |     |     |     |     |     |     |     |     |     | 0      | -        |
| 1996 | Minardi M195B | Ford ED2/ED3 | G     | Giovanni Lavaggi     |     |     |     |     |     |     |     |     |     |     | NK  | 10  | NK  | KI  | 15  | NK  |     | 0      | -        |